# Manual of the grasses of the West Indies
Manual of the grasses of the West Indies (abreviado Man. Grasses W. Ind.) es un libro con ilustraciones y descripciones botánicas que fue escrito por el botánico y agrónomo sistemático estadounidense especializado en las herbáceas; Albert Spear Hitchcock y publicado en Washington D. C. en 1936.